# Luis María Macaya
Luis María Macaya (Tandil, Argentina, 12 de agosto de 1946 - Mar del Plata, 5 de abril de 1992) fue un sociólogo y político argentino, que fue vicegobernador de la provincia de Buenos Aires entre 1987 y 1991.

## Trayectoria
Nació en la ciudad de Tandil en 1946 y empezó a militar en el Partido Justicialista en 1965. Se graduó de Licenciado en Sociología en la Universidad del Salvador.
Durante el gobierno de Héctor J. Cámpora fue asesor de la secretaría de Prensa y Difusión de la presidencia de la Nación. Con el retorno a la Democracia, fue Senador por la provincia de Buenos Aires (1983-1985), Diputado Nacional (1985-1987, 1991-1995) y vicegobernador de dicha provincia (1987-1991).
Tras su mandato, volvió a ser diputado, hasta su muerte. Estuvo casado con Gloria López. Sus restos descansan en el cementerio de Tandil. En su honor existe el Centro de Estudios Regionales Luis María Macaya de Tandil.